# Škofija Hamilton
Škofija Hamilton je rimskokatoliška škofija s sedežem v Hamiltonu (Ontario, Kanada).

## Geografija
Škofija zajame področje 16.824 km² s 1.657.084 prebivalci, od katerih je 559.290 rimokatoličanov (33,8 % vsega prebivalstva).
Škofija se nadalje deli na 121 župnij.

## Škofje
- John Farrell (29. februar 1856-26. september 1873)
- Peter Francis Crinnon (3. februar 1874-25. november 1882)
- James Joseph Carbery (4. september 1883-17. december 1887)
- Thomas Joseph Dowling (11. januar 1889-6. avgust 1924)
- John Thomas McNally (12. avgust 1924-17. februar 1937)
- Joseph Francis Ryan (16. avgust 1937-27. marec 1973)
- Paul Francis Reding (14. september 1973-8. december 1983)
- Anthony Frederick Tonnos (2. maj 1984-danes)